# B2B RADIO
B2B RADIO（ビートゥービーレディオ）は、CROSS FMで放送されていたラジオ番組。放送期間は2007年4月2日-2008年9月30日。放送時間は毎週月-木曜日19:00-22:00。北九州本社スタジオからの生放送だった。

## 概要
- エンディングには次番組『やぎラッチョー!』のナビゲーターである八木も出演していた（ステーションブレイクと時報があるのでクロストークではない）。
- NTT DoCoMo九州と協力し、FOMAの動画配信サービス「Vライブ」で生放送中のスタジオの様子を配信する試みも行っていた。（有料）
- 2008年1月1日、番組初の天神きらめき通りスタジオからの生放送が行われた。
- ナビゲーターのMASAKIはこの番組を最後に、同局を約3年間離れることになった。

## ナビゲーター
- MASAKI（月曜・水曜）
- ナオト（火曜・木曜）

## コーナー
- B-Digital DOWNLOAD CHART（19:00-）
  - 最新のダウンロードヒットチャートを紹介。
- ON THE LINE（19:10-）
  - スポンサーはNTTドコモ九州。
  - 逆電リスナー参加クイズ。
  - オンエアされる3曲を発表されたルール通りに並び替える。
  - 正解するとアーティストグッズなどがもらえる。
- B2B SELECTION（19:50-）
  - ゲスト・特集コーナー。
- B-ROOM PICK UP（20:30-）
  - チャット風情報交換のコーナー。
  - テーマに沿ったメッセージを募集、紹介する。
  - 次回のテーマをリスナーからのメッセージから拾い上げた言葉から決定する。
- 時報明けプレゼントコーナー（21:00-）
  - アーティストグッズなどのプレゼントコーナー。
- CLASSIC B-TRACKS（21:15-）
  - 90年代なつかしのナンバーをオンエア。
- BUZZ WORD HUNTER（21:30-）
  - 流行語・新語・略語などを1日1語ピックアップ。
  - MASAKI・ナオトが推測し、1曲オンエアしたあとに解答発表。
  - リスナーから流行語・新語・略語の情報を募集している。
- Who's BAD〜Horoscope〜（21:30-）
  - 12星座別結果発表のコーナー。
  - 「KYUSHU,MORNING PRESS」の12星座別今日の運勢のコーナー「Who's LUCKY?〜Horoscape〜」との連動企画。
  - コーナーの最後にMASAKIの日は"Kyushu's No.1 イケてないホスト"マイケル、ナオトの日はムーディー油山（ムーディ勝山のパロディ）が登場。
    - 以前はMASAKIは一言、ナオトは喝だった。

### 終了したコーナー
- スポコミ森部に聞け！（21:20-）